# سیاه‌پوستان آمریکا

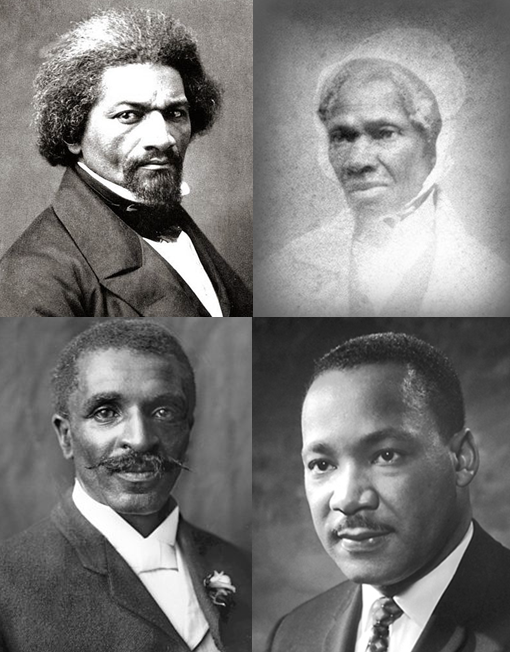
از چپ: فردریک داگلاس، سوجرنر تروث، جرج واشینگتن کارور، مارتین لوترکینگ

سیاه‌پوستان آمریکا (به انگلیسی: Black Americans) یا آمریکایی هایی آفریقایی‌تبار (به انگلیسی: African Americans)، سومین گروه قومی و نژادی بزرگ در آمریکا (پس از آمریکایی‌های سفیدپوست و آمریکایی‌های هیسپانیک و لاتین) هستند. به تعریف اداره سرشماری ایالات متحده آمریکا آمریکایی های آفریقایی تبار، شامل گروهی از آمریکایی ها هستند که پیشینه و تبار شان به طور‌‌ جزئی یا کامل به یکی‌ از قومیت های سیاه‌پوست آفریقا باز می‌گردد. بیشتر سیاهپوستان آمریکایی به بردگی گرفته شده درون مرزهای آمریکای کنونی هستند. در دوران استعمار اروپاییان پس از کشف قاره آمریکا سیاه پوستان را به اجبار برای کار در مزارع کشاورزی و معادن می دزدیدند و با خود می بردند و امروزه نصف جمعیت
آمریکای شمالی و جنوبی را سیاهپوستان تشکیل می دهند  به‌طور میانگین، سیاه‌پوستان آمریکایی دارای‌تبار آفریقای غربی/مرکزی و اروپایی‌اند و برخی‌تبار سرخ‌پوستی نیز دارند. بنا بر داده‌های اداره سرشماری آمریکا، مهاجران آفریقایی عموماً خود را در زمره سیاه‌پوستان آمریکایی نمی‌شناسند. اکثریت قاطع مهاجران آفریقایی در عوض خود را با قومیت‌های خود می‌شناسند. مهاجران از برخی کشورهای کارائیب، آمریکای مرکزی و آمریکای جنوبی و اخلافشان ممکن است از این لفظ برای خود استفاده بکنند یا نکنند.
متمم چهاردهم قانون اساسی ایالات متحده مصوب سال ۱۸۶۸ میلادی، برای نخستین‌بار رسماً سیاه‌پوستان آمریکا را به عنوان «شهروندان آمریکا» شناخت.

## قوانین نژادی
براساس قوانین مصوب دولت آمریکا، تا سال ۱۹۴۸ ممنوع‌کردن سیاه‌پوستان از خریدن یا زندگی‌کردن در یک خانه یا محله، کاملاً قانونی بود.

## درود قدرت سیاه در المپیک

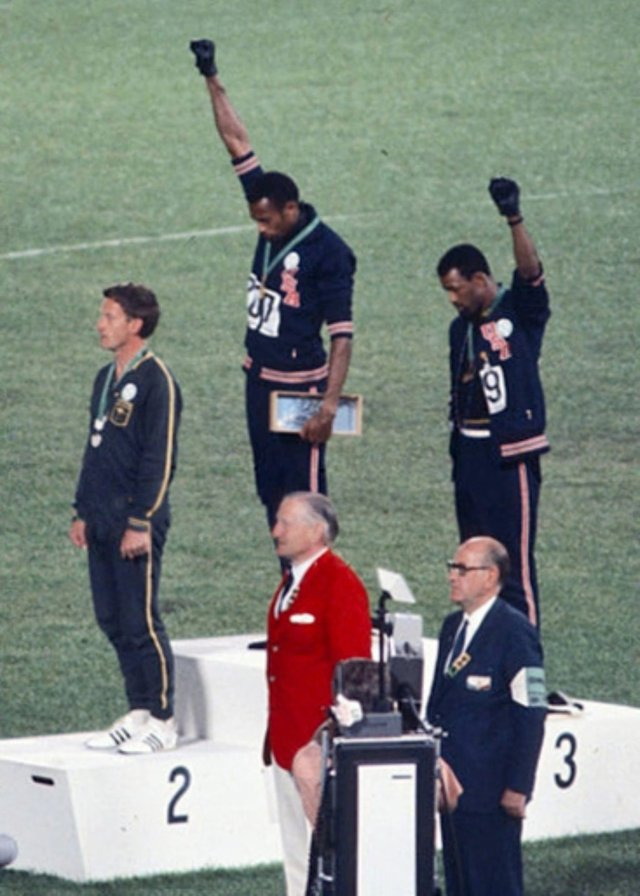
از راست: کارلوس، اسمیت و نورمن

درود قدرت سیاه در المپیک ۱۹۶۸ اشاره به واقعه‌ای تاریخی در المپیک ۱۹۶۸ دارد که در آن دو ورزشکار سیاه‌پوست آمریکایی به نژادپرستی در آمریکا اعتراض نمودند. تامی اسمیت و جان کارلوس که به ترتیب موفق به کسب مدال طلا و برنز در رشته دوی ۲۰۰ متر شدند، در حالی روی سکو رفتند که در هنگام پخش سرود ملی آمریکا، روی خود را از پرچم این کشور برگردانده و با مشت گره‌کرده‌ای برافراشته در بالای سر سکوت کردند.